# Marlies Smulders
Marlies Jeannette Fransisca Smulders (Amstelveen, 22 de febrero de 1982) es una deportista neerlandesa que compitió en remo.
Participó en dos Juegos Olímpicos de Verano, obteniendo dos medallas, bronce en Atenas 2004 y plata en Pekín 2008, en la prueba de ocho con timonel.

## Palmarés internacional
| Juegos Olímpicos | Juegos Olímpicos | Juegos Olímpicos  | Juegos Olímpicos |
| Año              | Lugar            | Medalla           | Prueba           |
| ---------------- | ---------------- | ----------------- | ---------------- |
| 2004             | Atenas (Grecia)  | Medalla de bronce | Ocho con timonel |
| 2008             | Pekín (China)    | Medalla de plata  | Ocho con timonel |